# United Nations Mission in Haiti
United Nations Mission in Haiti (UNMIH, deutsch: Mission der Vereinten Nationen in Haiti) war eine UN-Friedensmission und basierte auf der UN-Resolution 867 vom 23. September 1993 und fand vom September 1993 bis Juni 1996 statt. Das Mandat hatte zum Zweck die Modernisierung der Streitkräfte, den Aufbau einer neuen Polizei in Haiti sowie die Vorbereitung freier und fairer Wahlen. Im Juli wurde die Mission in Unterstützungsmission der Vereinten Nationen in Haiti (engl.: Support Mission in Haiti, kurz UNSMIH) umbenannt und ihr Mandat vom UN-Sicherheitsrat letztmals bis zum 31. Mai 1997 verlängert. Allerdings behielt man sich eine nochmalige Verlängerung um zwei Monate vor.
Geführt wurde UNMIH zu Beginn von Dezember 1992 durch den Beauftragten des Generalsekretärs der VN Dante M. Caputo aus Argentinien, der zugleich Gesandter des Generalsekretärs der Organisation Amerikanischer Staaten war. Nachdem die Mission angelaufen war, wurde er ab September 1993 Sonderbeauftragter des Generalsekretärs der VN und Leiter der Mission. Von September 1994 bis März 1996 übernahm Lakhdar Brahimi aus Algerien das Amt, der zuletzt durch Enrique ter Horst aus Venezuela in dieser Funktion abgelöst wurde. Ter Horst führte im Anschluss auch die Folgemission UNSMIH. Kommandeur der ab Oktober 1993 eingesetzten  Militäreinheit war Colonel Gregg Pulley aus den U.S.A. Generalmajor Joseph Kinzer (U.S.A) war verantwortlich für die Einsatzkräfte von Januar 1995 bis März 1996 Brigadegeneral J.R.P. Daigle aus Kanada abgelöst, der dieses Amt fortführte bis Juni 1996 und dann auch bei UNSMIH eingesetzt war. Verantwortlich für die seit Oktober 1993 eingesetzten Polizeikräfte war zunächst der kanadische Superintendent Jean-Jacques Lemay, von Juli 1994 bis Februar 1996 sein Landsmann Chief Superintendent Neil Pouliot und abschließend Colonel Philippe Balladur aus Frankreich. Die Personalstärke der eingesetzten Kräfte bei UNMIH betrug bis zu 6065 Mann. Unterstützt wurde die Mission durch Algerien, Antigua und Barbuda, Argentinien, Bahamas, Bangladesch, Barbados, Belize, Benin, Dschibuti, Frankreich, Guatemala, Guinea-Bissau, Guyana, Honduras, Indien, Irland, Jamaika, Jordanien, Kanada, Mali, Nepal, Neuseeland, Niederlande, Österreich, Pakistan, Philippinen, Russland, St. Kitts und Nevis, St. Lucia, Suriname, Togo, Trinidad und Tobago, Tunesien und die U.S.A. Während des Einsatzes kamen sechs Militärangehörige und drei Polizeibeamte der UNMIH-Mission ums Leben.
Die Mission wurde im April 2004 nach erneuten Gewaltausbrüchen mit der Resolution zu MINUSTAH wieder aufgenommen.